# Wilhelm Hiller von Gaertringen
Friedrich Wilhelm Johann Ludwig Freiherr Hiller von Gaertringen (* 28. August 1809 in Pasewalk; † 3. Juli 1866 in Chlum) war ein preußischer Generalleutnant.

## Leben

### Herkunft
Wilhelm war der Sohn des späteren preußischen Generals der Infanterie August Hiller von Gaertringen und dessen ersten Ehefrau Adelgunde Wilhelmine Friederike Philippine Antoinette, geborene von Hellen (* 7. Juni 1777 in Minden; † 24. Januar 1822 in Posen).

### Militärkarriere
Gaertringen trat am 16. Oktober 1826 in das 1. Garde-Regiment zu Fuß der Preußischen Armee ein. Von 1834 bis 1837 besuchte er die Allgemeine Kriegsschule in Berlin und ließ sich 1842/44 beurlauben, um an den russischen Kämpfe im Kaukasus teilzunehmen. Nach seiner Rückkehr wurde er als Premierleutnant 1845 zunächst Kompanieführer beim 3. Garde-Landwehrregiment. Am 18. Juni 1846 erfolgte seine Kommandierung zur Dienststellung als Flügeladjutant von König Friedrich Wilhelm IV. Mit seiner Beförderung zum Kapitän am 15. Oktober 1846 wurde wirklicher Flügeladjutant. 1849 nahm er dann als Major im Hauptquartier des Prinzen von Preußen an der Niederschlagung der Revolution in Baden teil. Er kam bei an den Gefechten bei Ubstadt, Durlach, Kuppenheim und Kirchheimbolanden zum Einsatz. Nach seiner Rückkehr aus Baden versah Hiller wieder Dienst als Flügeladjutant, wurde am 22. März 1853 Oberstleutnant und Kommandeur der Garde-Unteroffizier-Kompanie. Er wurde dann am 17. Oktober 1854 zum 2. Garde-Regiment zu Fuß kommandiert und am 18. Januar 1855 zum Kommandeur des 2. Infanterie-Regiments ernannt. Das Kommando gab er bereits am 4. August 1856 ab und übernahm anschließend das 1. Garde-Regiment zu Fuß. In dieser Stellung wurde er kurz darauf am 15. Oktober 1856 zum Oberst befördert. Unter Belassung in seinem Verhältnis als Flügeladjutant wurde Hiller am 22. März 1859 mit der Führung der 31. Infanterie-Brigade und der Besatzung der Bundesfestung Mainz beauftragt. Mit der Beförderung zum Generalmajor am 31. Mai 1859 wurde er Kommandeur dieser Brigade. Kurz darauf wurde er aus Mainz abberufen und zum Kommandeur der 1. Garde-Infanterie-Brigade ernannt sowie mit der Wahrnehmung der Geschäfte als Kommandant von Potsdam beauftragt. Nachdem er am 19. Dezember 1863 mit der Führung der 10. Division beauftragt worden war, wurde Hiller am 9. Januar 1863 zum Kommandeur der 15. Division ernannt und am 25. Juni 1864 zum Generalleutnant befördert. Als solcher nahm Hiller 1865 an den großen russischen Manövern bei St. Petersburg teil. Zu Beginn des Jahres 1866 ernannte ihn Wilhelm I. zum Kommandeur der 1. Garde-Division.
Im Deutschen Krieg schlug Hiller am 29. Juni 1866 das siegreiche Gefecht bei Burkersdorf, nahm Königinhof und trug am 3. Juli zum glücklichen Ausgang der Schlacht bei Königgrätz bei, indem er sich auf Chlum zubewegte, den Ort besetzte und gegen heftigste Angriffe der zahlreichen feindlichen Reserven verteidigte. Hier fiel Hiller, nachdem er von einem Granatsplitter getroffen worden war. Er war der höchste preußische Offizier, der in der Schlacht von Königgrätz fiel. Er wurde in dem Moment tödlich verwundet, als er vom Kommandanten der Vorhut vom I. Korps die Mitteilung erhielt, dass dieses Korps als Verstärkung eingetroffen ist.
Sein Ehrengrab befindet sich westlich der Kirche von Chlum auf dem preußischen Friedhof.
Wie bereits sein Vater war auch Hiller Freimaurer; er ist 1846 in die Loge „Zu den drei Seraphim“ in Berlin aufgenommen worden.

### Auszeichnungen
- Orden des Heiligen Wladimir IV. Klasse im Jahre 1843
- Ehrenritter des Johanniterordens am 28. September 1844
- Ritterkreuz des Militär-Karl-Friedrich-Verdienstordens im Jahre 1849
- Orden der Eisernen Krone II. Klasse am 21. Dezember 1852
- Komtur des Königlichen Hausordens von Hohenzollern am 18. Oktober 1861
- Kommandeur des Schwertordens am 18. Oktober 1861
- Stern zum Roten Adlerorden II. Klasse mit Eichenlaub und Schwertern am Ringe am 2. Mai 1863
- Russischer Orden der Heiligen Anna I. Klasse am 28. August 1865
- Kommandeur des Turm- und Schwertordens am 11. November 1865